# Kaplica św. Mikołaja w Szmańkowcach
Kaplica św. Mikołaja – kaplica prawosławna (Kościół Prawosławny Ukrainy), odrestaurowany zabytek architektury we wsi Szmańkowce (hromada Zawodśke, rejon czortkowski, obwód tarnopolski) na Ukrainie. Znajduje się na wschodnich obrzeżach wsi.

## Historia

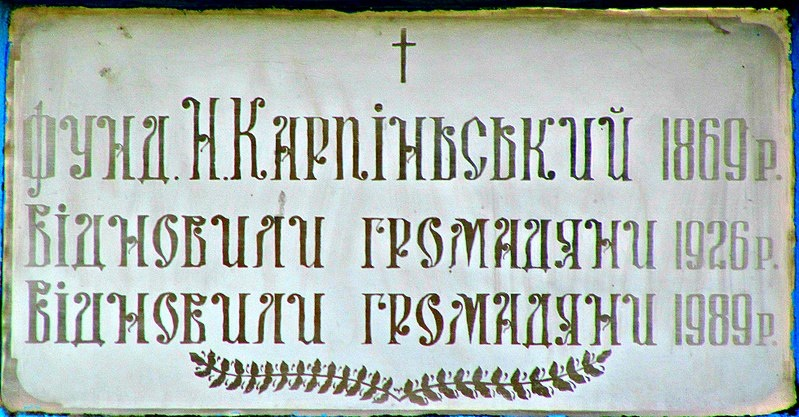
Tablica wmurowana w elewację kaplicy

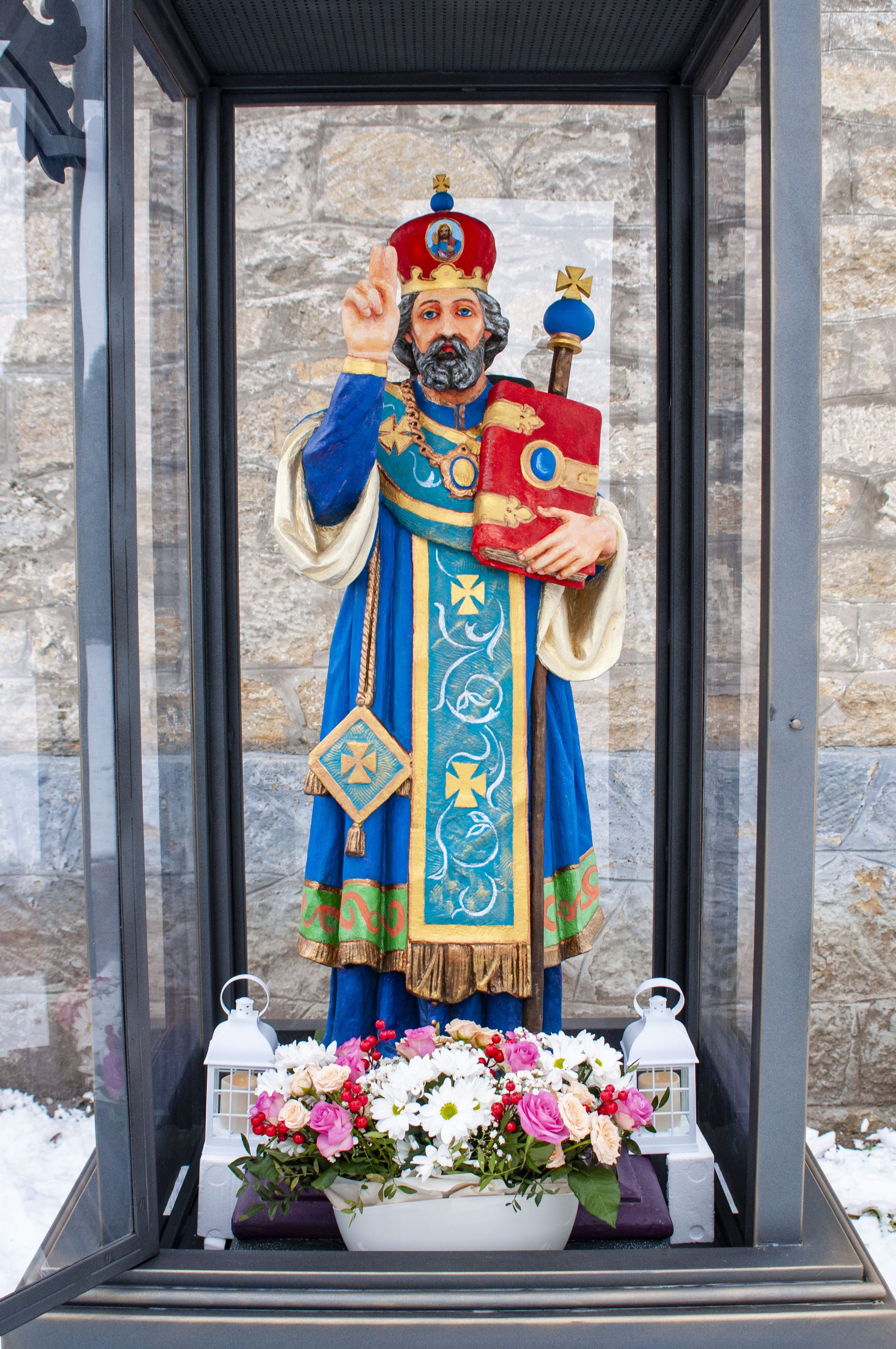
Posąg św. Mikołaja przy cerkwi prawosławnej

W 1869 roku na cześć zniesienia pańszczyzny na wschodnim skraju wsi wybudowano kaplicę św. Mikołaja. Fundatorem budowy był Mikołaj Karpiński.
W 1926 roku mieszkaniec wsi Marcin i Anna Wawrynewyczi odrestaurowałi kaplicę i podarowałi do niej figurę św. Mikołaja.
W czasach ZSRR świątynia została zniszczona. Nieżyjący już Josyp Siwak i Mychajło Wawrynewycz własnoręcznie zbudowali oprawę dla figury i przenieśli ją na dziedziniec cerkwi św. Kosmy i Damiana. Opuszczona kaplica została później ponownie uszkodzona.
Pomysł odnowienia kapliczki w 1989 roku zgłosiły miejscowe kobiety. Rozpoczęto remonty, wykonano posadzki i otynkowano ściany. W robotach remontowych współpracowali m.in. Wołodymyr Ziatyk (zadaszenie), Petro Zacharczuk (drzwi), Orest Wawrynewycz (oprawa i tron na wizerunek św. Mikołaja). Mieszkanki wsi – Anna Maćkiw i Melania Wawrynewycz – zamówiły wizerunek św. Mikołaja u malarza cerkiewnego w Sokalu w obwodzie lwowskim, który go namalował i złożył w ofierze.
26 maja 2019 roku odbyła się uroczysta modlitwa z okazji 150-lecia kaplicy św. Mikołaja.

## Współczesność
Opiekę nad kaplicą sprawuje Hałyna Uszyj. Każdego roku w dniach 18–19 grudnia mieszkańcy wioski przychodzą, aby zapalić świeczkę w intencji nadchodzącego roku i udanych żniw. Wierni uznają, że kaplica chroni wieś przed nieszczęściem i klęskami żywiołowymi.